# Обнинский, Виктор Петрович
Ви́ктор Петро́вич Обни́нский (2 апреля 1867, Белкино, Калужская губерния — 20 марта 1916, Москва) — российский общественно-политический деятель, журналист, публицист.
Депутат первой Государственной Думы Российской империи от Калужской губернии. Один из видных деятелей Конституционно-демократической партии.

## Биография
Родился в 1867 году в селе Белкине Малоярославецкого уезда Калужской губернии в семье известного юриста П. Н. Обнинского (1837—1904).
В 1887 году окончил Александровское военное училище в Москве; служил в лейб-гвардии Стрелковом Императорской фамилии батальоне, расквартированном в Царском Селе; в 1891 году вышел в отставку в чине поручика.
Зимой 1892 года участвовал в организации помощи голодающим крестьянам Пензенской губернии.
В 1892—1897 годы служил в Московской казённой палате, в Статистическом отделе Министерства путей сообщения, затем в частной компании.
Когда Виктору Петровичу было тридцать лет, он женился на семнадцатилетней Клеопатре Александровне Саловой (1880—1928). Молодожёны поселились в имении Саловых — Льзи, которое составляло часть приданого Клеопатры Александровны. Это было большое земельное владение, молочная ферма на 250 коров, а также контракт на обеспечение молоком Петербурга в Новгородской губернии. Затем они переехали в Белкино, родовое имение Обнинских. На доставшихся Виктору Петровичу по наследству землях в Калужской губернии близ деревни Пяткино он возводит небольшую усадьбу Турлики. Сейчас усадьба хорошо известна как «Морозовская дача». В начале 1900-х годов, когда обустройство усадьбы уже завершалось, на территории губернии развернулось строительство Московско-Киево-Варшавской железной дороги. Владельцы частных земель, отчуждаемых под дорогу и её инфраструктуру, должны были получить денежную компенсацию, но Виктор Петрович безвозмездно пожертвовал под строительство часть своих земель. В благодарность правление железной дороги присвоило разъезду № 15 название Обнинское.
Его жена Клеопатра Обнинская, владелица имения Льзи под Новгородом, известна рисунком Валентина Серова, сделанным у Обнинских в Белкино, «Клеопатра Обнинская с зайчиком в руках» (1904), хранящимся в настоящее время в Нижегородском государственном художественном музее.
В 1897—1901 — малоярославецкий уездный, затем калужский губернский земский гласный. С 1903 года — предводитель дворянства Малоярославецкого уезда. С декабря 1904 года — председатель Калужской губернской земской управы. Выступал как сторонник введения всеобщего избирательного права с прямыми выборами при тайном голосовании. Его либерально-демократические взгляды и деятельность вызвали недовольство калужского губернского предводителя дворянства Н. С. Яновского. В феврале 1905 года Обнинский ответил отказом на предложение министра внутренних дел А. Г. Булыгина выйти в отставку. В октябре 1905 года составил доклад о погроме в Калуге и лично представил его управляющему министерством внутренних дел П. Н. Дурново и военному министру А. Ф. Редигеру.
Член «Союза освобождения». Участник земских съездов в 1904—1905 годах.
Член Конституционно-демократической партии, один из основателей её калужского губернского комитета.
28 марта 1906 года избран в I Государственную думу от общего состава выборщиков Калужского избирательного собрания; входил в конституционно-демократическую фракцию, состоял членом ряда думских комиссий. 19 мая 1906 года выступил в Думе в прениях по аграрному вопросу с призывом реализовать принцип «вся земля для трудящихся», предложив передать помещичьи усадьбы под школы, больницы, народные читальни, предоставить крестьянам возможность непосредственно участвовать в проведении аграрной реформы; ратовал за широкое местное самоуправление.
За подписание Выборгского воззвания (обращение членов Думы к народу в связи с роспуском её) был приговорён к 3 месяцам тюремного заключения и лишён избирательных прав. Летом 1908 года отбывал наказание в одиночной камере московской Таганской тюрьмы, где вёл записи-мемуары.
В 1908 году 17 февраля прошёл посвящение в масонскую ложу «Возрождение» (ВВФ).
Сотрудничал в ряде левых и либеральных газет. С осени 1914 года до апреля 1915 года работал военным корреспондентом на Юго-Западном фронте.
В конце 1915 года выступил с резкой критикой ЦК кадетской партии и её лидера П. Н. Милюкова, требовал выхода кадетов из Прогрессивного блока и сближения с трудовиками и меньшевиками-оборонцами.
В феврале 1916 года был избран в ЦК партии кадетов.
21 марта 1916 года покончил жизнь самоубийством; в предсмертных письмах писал о тяжёлом душевном состоянии.
Похоронен на Донском кладбище, поблизости от монументального захоронения С. А. Муромцева (современник, А. Т. Саладин, так описывает это место: «Вокруг своего председателя группируются и его товарищи, члены первой Думы. Вот рядом, с правой стороны, деревянный белый крест на могиле профессора Габриеля Феликсовича Шершеневича, скончавшегося 31 августа 1912 г. , ученого, известного цивилиста, общественного деятеля; и вот за ним такой же крест Виктора Петровича Обнинского, скончавшегося 20 марта 1916 г.»)

### Семья
- Дед — Наркиз Антонович Обнинский (1796—1863), российский военный, общественный деятель.
- Бабушка — Варвара Ивановна Обнинская (урождённая Кавецкая; около 1807—?).
- Родители:
  - Отец — Пётр Наркизович Обнинский (1837—1904), российский юрист, публицист, общественный деятель.
  - Мать — Лидия Павловна Обнинская (урождённая Выговская; ?—?).
- Сёстры и брат:
  - Анна Петровна Трояновская (урождённая Обнинская; 1862—1920), жена И. И. Трояновского.
  - Лидия Петровна Соколова (урождённая Обнинская; 1864—1929).
  - Борис Петрович Обнинский (? — 1920), министр юстиции в белом правительстве Крыма. Остался в Крыму после отхода П. Н. Врангеля, был расстрелян красными.

- Жена — Клеопатра Александровна Обнинская (урождённая Салова; 1880—1927). В 1923 году по приглашению сына эмигрировала в США. Умерла после тяжёлой болезни в Париже, после операции. Похоронена в Париже.
- Дети:
  - Пётр Викторович Обнинский (англ. Peter Victor Obninsky; 1901—1997), американский архитектор.
  - Лия Викторовна Терехова (урождённая Обнинская; 1904—1960). Уже находясь в Риге в 1923 году, чтобы по приглашению брата эмигрировать вместе с матерью в США, отказалась от эмиграции и вернулась в Москву.
- Внуки:
  - Виктор Петрович Обнинский (англ. Victor Peter Obninsky; 1944—2016), американский юрист, доктор права, адвокат высшей категории.
  - Дмитрий Фёдорович Терехов (р. 1936), советский и российский художник.
- Правнуки:
  - Мэри Обнински, американский военный, капитан Военно-морских сил США.
  - Уоррен Обнински, американский инженер, специалист по компьютерам.
  - Сергей Дмитриевич Терехов (р. 1971), российский пианист.

## Книга «Последний Самодержец»
В начале 1910-х германским издательством Eberhard Frowein Verlag в роскошном полиграфическом исполнении была выпущена книга под русским названием «Послѣдній Самодержецъ. Очеркъ жизни и царствованія императора Россіи Николая II-го». Книга содержит 590 страниц на мелованной бумаге с многочисленными иллюстрациями (в основном фотографии), некоторые из которых — на весь разворот; внешне издание выглядит как большеформатный юбилейный альбом, с государственным гербом на первой полосе обложки.
Текст написан в жанре популярного повествования о истории России с конца царствования императора Александра III до 1912 года, с добавлением личных характеристик (в подавляющем большинстве крайне негативных, кроме лево-радикальных деятелей Думы) всех видных государственных и политических деятелей России конца XIX — начала XX веков; представляет компиляцию политических сплетен, анекдотов и лозунгов либерально-демократической среды того времени. Она была издана без указания автора или года; её текст был переиздан в Петрограде-Москве в 1917 году несколькими выпусками с указанием автора как Обнинского, с аннотацией на 2-й полосе обложки (выпуск III): «Книга эта была издана в 1913 году». Тем не менее в российской современной библиографии её обычно датируют 1912 годом. Редакционное примечание на странице 304-й первого издания (стр. 159-я в издании 1992 года) может указывать на то, что книга была издана после начала первой мировой войны (говорится «Опасение это оправдывается теперь» — по поводу слов в тексте о том, что Россия, как мнимый «мощный союзник», «окажется в военном отношении никуда не годным и Франция будет предоставлена собственным силам на восточной своей границе»; речь, однако, может идти о том, что в декабре 1912 года Россия не решилась начать полномасштабную мобилизацию в ответ на угрожающие действия Австро-Венгрии вследствие разгрома турок в ходе Первой Балканской войны). В предисловии от автора (стр. 3-я в издании 1992 года) о 1914 годе говорится в плане будущего. На странице 520-й первого издания (стр. 240-я в издании 1992 года) повествование датируется 1912-м годом: «Но беда, кажется, миновала. Запас энергии, сделанной при раскате с одной горы, оказался достаточным, чтобы проскочить мёртвое пространство, и 1912 год застаёт нас свидетелями повсеместно замечаемого восстановления общественных сил».

## Сочинения
- Обнинский В. П. Летопись русской революции. Выпуск 1й. Меры против печати. Тюрьма и ссылка. Карательные экспедиции. Смертные казни. — М., 1907. — 305 с.
- Обнинский В. П. Полгода русской революции. Сборник материалов к истории русской революции (октябрь 1905 - апрель 1906 гг.). Выпуск 1й. — М.: Тип. И.Н.Холчева, 1906. — 180 с. (недоступная ссылка)
- Обнинский В. П. Новый строй / В 2-х томах.. — М., 1911. — 163+174 с.